# Ignacio Trelles
Ignacio Trelles Campos (ur. 31 lipca 1916 w Guadalajarze, zm. 24 marca 2020 w Meksyku) – meksykański piłkarz, a także trener.

## Kariera piłkarska
W swojej karierze Trelles reprezentował barwy zespołów Club Necaxa, Club América oraz Chicago Vikings.

## Kariera trenerska
Trelles karierę jako trener rozpoczął w 1950 roku w zespole Zacatepec. W sezonie 1950/1951 awansował z nim z drugiej ligi do pierwszej. Następnie prowadził CD Marte, z którym w sezonie 1953/1954 zdobył mistrzostwo Meksyku. Potem wrócił do Zacatepecu i wywalczył z nim dwa mistrzostwa Meksyku (1954/1955 i 1957/1958).
Prowadził też Club América, Deportivo Toluca, Cruz Azul, Atlante FC, Leones Negros i Pueblę. Łącznie jeszcze cztery razy zdobył mistrzostwo Meksyku – dwa razy z Toluką (1966/1967 i 1967/1968) i dwa z Cruz Azul (1978/1979 i 1979/1980).
Ponadto Trelles kilkukrotnie był selekcjonerem reprezentacji Meksyku. Dwukrotnie poprowadził ją na mistrzostwach świata – w 1962, a także w 1966 roku (oba turnieje zakończone na fazie grupowej). Dwa razy wziął też z nią udział w letnich igrzyskach olimpijskich, które w 1964 roku drużyna Meksyku zakończyła na fazie grupowej, a w 1968 roku na 4. miejscu.